# Scherzo in re minore (Rachmaninov)
Lo Scherzo in re minore è la prima composizione per orchestra di Sergej Vasil'evič Rachmaninov ad essere giunta fino ai nostri giorni.

## Storia della composizione
Fu composto quando Rachmaninov aveva solo 14 anni e studiava al conservatorio di Mosca. Il manoscritto è datato 5-21 febbraio 1888. Lo Scherzo è dedicato al cugino Aleksandr Ziloti, ed era stato concepito come parte di un lavoro più ampio, perché riporta l'intestazione "Terzo movimento". Fu eseguito per la prima volta assieme a Il principe Rostislav, altra opera giovanile di Rachmaninov, il 2 novembre 1945 a Mosca, diretto da Nikolaj Anosov.

## Struttura della composizione
Lo Scherzo in re minore è piuttosto breve, durando circa cinque minuti. Il modello del brano è lo Scherzo del Sogno di una notte di mezza estate di Felix Mendelssohn, ma sono presenti anche influenze dallo Scherzo della Sinfonia Manfred di Čajkovskij, che in precedenza era stato trascritto da Rachmaninov per due pianoforti. 